# IT時報
IT時報是中華人民共和國一份信息技术領域的報紙，歷史可以追溯至1949年上海戰役後創刊的上海郵工以及新電信兩份報紙。新電信很快就更名為上海電信。1950年8月，上海郵工與上海電信合併為上海郵電工人。1957年1月，上海郵電工人停刊。1958年8月，上海郵電工人復刊並更名為上海郵電。1960年停刊。1986年8月2日，上海郵電復刊。2004年3月11日更名為IT時報。